# جيرالد كاسيدي
جيرالد كاسيدي (بالإنجليزية: Gerald Cassidy)‏ هو محامي أمريكي، ولد في 1940 في كوينز في الولايات المتحدة.

## وصلات خارجية
- الموقع الرسمي
- جيرالد كاسيدي على موقع إن إن دي بي (الإنجليزية)